# Plektenchym
|  | Dieser Artikel wurde aufgrund von formalen oder inhaltlichen Mängeln in der Qualitätssicherung Biologie zur Verbesserung eingetragen. Dies geschieht, um die Qualität der Biologie-Artikel auf ein akzeptables Niveau zu bringen. Bitte hilf mit, diesen Artikel zu verbessern! Artikel, die nicht signifikant verbessert werden, können gegebenenfalls gelöscht werden. Lies dazu auch die näheren Informationen in den Mindestanforderungen an Biologie-Artikel. |

Plektenchym (auch Flechtgewebe, Scheingewebe) ist ein Begriff aus der Pflanzenmorphologie. Man findet es vor allem bei Rotalgen oder den Fruchtkörpern von Pilzen. Dort hat man bei oberflächlicher Betrachtung oft den Eindruck von echten Geweben, tatsächlich handelt es sich aber um verklebte, verwachsene oder verfilzte Zellfäden. Zellverbindungen (Plasmodesmen) gibt es hier im Unterschied zu echten Geweben nur innerhalb dieser einzelnen Zellfäden.